# Pawlo Boryssenko
Pawlo Witalijowytsch Boryssenko (ukrainisch Павло Віталійович Борисенко; * 4. Juni 1987 in Tschernihiw, Ukrainische SSR, Sowjetunion) ist ein rumänisch-ukrainischer Eishockeyspieler, der seit 2018 erneut beim ASC Corona 2010 Brașov in der multinationalen Ersten Liga und der rumänischen Eishockeyliga unter Vertrag steht. Sein älterer Bruder Ruslan war ukrainischer Nationalspieler und ist heutiger Trainer.

## Karriere

### Club
Pawlo Boryssenko begann seine Karriere beim HK Kiew in der ukrainischen Eishockeyliga. 2002 wechselte er in die Vereinigten Staaten, wo er zunächst für die Lowell Junior Lock Monsters und die Bridgewater Bandits in der Eastern Junior Hockey League spielte. 2004 wurde er von den Titan d’Acadie-Bathurst beim CHL Import Draft in der zweiten Runde als insgesamt 59. Spieler ausgewählt. Im Verlauf der folgenden Saison wechselte er zu dem Team aus der Ligue de hockey junior majeur du Québec, für das das er insgesamt 26 Spiele absolvierte.
Anschließend kehrte nach Europa zurück und war bis 2011 in schneller Folge in diversen osteuropäischen Ligen aktiv. Dabei wurde er 2008 mit dem SK Liepājas Metalurgs lettischer Meister und Pokalsieger und zudem in das All-Star-Team der lettischen Eishockeyliga gewählt. 2011 wurde er Ukrainischer Meister mit dem HK Donbass Donezk. Erst, als er Ende 2011 zum HK Kompanjon-Naftohas Kiew wechselte, mit dem er 2014 erneut ukrainischer Meister wurde, blieb er längere Zeit beim selben Klub. Aber nach diesem Erfolg wechselte er erneut und ging nach Rumänien, wo er seither spielt. Von 2014 bis 2016 war er beim CSA Steaua Bukarest aktiv. 2016 erreichte er die beste Plus/Minus-Bilanz und die meisten Assists der Rumänischen Eishockeyliga. Anschließend war er zwei Jahre bei Progym Gheorgheni ebenfalls in der rumänischen Liga aktiv. Seit 2018 spielt er für den ASC Corona 2010 Brașov parallel in der rumänischen Liga und in der multinationalen Ersten Liga. 2019 und 2023 wurde er mit Brașov jeweils rumänischer Meister; 2024 gewann er die Erste Liga mit dem Klub.

### International
Im Juniorenbereich spielte Boryssenko für sein Geburtsland Ukraine und nahm an den U18-Weltmeisterschaften der Top-Division 2002, der Division I 2003 und 2005 und der Division II 2004, als er mit elf Treffern als Torschützenkönig maßgeblich zum direkten Wiederaufstieg in die Division I beitrug, teil. Nit der Ukrainischen U20-Auswahl nahm er an den U20-Weltmeisterschaften 2005, 2006 und 2007 jeweils in der Division I teil.
Nach seiner Einbürgerung in Rumänien gab Boryssenko bei der Weltmeisterschaft 2019 sein Debüt in der Rumänischen Nationalmannschaft. Er trug dabei als bester Scorer und Torschütze unter den Verteidigern maßgeblich zum Aufstieg der Rumänen aus der B- in die A-Gruppe der Division I bei und wurde selbst auch zum besten Abwehrspieler des Turniers gewählt. Zudem vertrat er Rumänien bei der Olympiaqualifikation für die Winterspiele in Peking 2022. Bei den Weltmeisterschaften 2022 und 2023 spielte er dann in der A-Gruppe der Division I.

## Erfolge und Auszeichnungen
- 2008: Lettischer Meister und Pokalsieger mit dem SK Liepājas Metalurgs
- 2008: All-Star-Team der Lettischen Eishockeyliga
- 2011: Ukrainischer Meister mit dem HK Donbass Donezk
- 2014: Ukrainischer Meister mit dem HK Kompanjon-Naftohas Kiew
- 2016: Meiste Assists und beste Plus/Minus-Bilanz der Rumänischen Eishockeyliga
- 2019: Rumänischer Meister mit dem ASC Corona 2010 Brașov
- 2023: Rumänischer Meister mit dem CSM Corona Brașov
- 2024: Gewinn der Ersten Liga mit dem CSM Corona Brașov

### International
- 2004: Aufstieg in die Division I bei der U18-Weltmeisterschaft der Division II, Gruppe A
- 2004: Torschützenkönig bei der U18-Weltmeisterschaft der Division II, Gruppe A
- 2019: Aufstieg in die Division I, Gruppe A bei der Weltmeisterschaft der Division I, Gruppe B
- 2019: Bester Verteidiger bei der Weltmeisterschaft der Division I, Gruppe B

## Erste-Liga-Statistik
(Stand: Ende der Saison 2023/24)